# Barra Mansa
Barra Mansa è un comune del Brasile nello Stato di Rio de Janeiro, parte della mesoregione del Sul Fluminense e della microregione della Vale do Paraíba Fluminense.
Il comune è diviso in 6 distretti: Distrito Sede, Floriano, Rialto, Distrito de Nossa Senhora do Amparo, Antônio Roca e Santa Rita de Cássia. Forma un'unica conurbazione con le città di Volta Redonda e Pinheiral per una popolazione totale di circa 450 000 abitanti.